# Kleber Mendonça Filho
Kleber de Mendonça Vasconcellos Filho (Recife, 1968) es el nombre de un director, productor y crítico cinematográfico brasileño.

## Vida y carrera
Licenciado en periodismo por la Universidad Federal de Pernambuco, Kleber Mendonça Filho comenzó su carrera como crítico de cine y periodista. Escribió para periódicos como Jornal do Commercio y Folha de S. Paulo, para revistas como Continente y Cinética y para su propio sitio, CinemaScópio.
Como director, experimentó con ficción, documentales y videoclips en los años noventa. Emigró del video a la película digital y de 35 mm en la década de 2000. A lo largo de esa década, realizó varios cortometrajes, entre ellos A Menina do Algodão (codirigido por Daniel Bandeira, 2002), Vinil Verde (2004), Eletrodoméstica (2005), Noite de Sexta Manhã de Sábado (2006), y Recife Frio (2009), así como un documental de largometraje, Crítico (2008).
Las películas de Mendonça han recibido más de 120 premios en Brasil y en el extranjero, con selecciones en festivales como Nueva York, Copenhague y Cannes (Quinzaine des réalisateurs). Los festivales de cine de Róterdam, Toulouse y Santa Maria da Feira han presentado retrospectivas de sus películas. Se ha desempeñado como programador de cine para la Fundación Joaquim Nabuco.

## Filmografía
- 2025 - The Secret Agent
- 2023 - Retratos fantasmas
- 2019 - Bacurau
- 2016 - Aquarius
- 2015 - A Copa do Mundo no Recife cortometraje
- 2013 - O Som ao Redor
- 2009 - Recife Frio cortometraje
- 2008 - Crítico (documentário)
- 2006 - Noite de Sexta, Manhã de Sábado cortometraje
- 2005 - Eletrodoméstica cortometraje
- 2004 - Vinil Verde cortometraje
- 2002 - A Menina do Algodão
- 1997 - Enjaulado cortometraje

## Premios y distinciones
Festival Internacional de Cine de Cannes
| Año  | Categoría         | Película | Resultado |
| ---- | ----------------- | -------- | --------- |
| 2019 | Premio del Jurado | Bacurau  | Ganador   |